# Кигах
Кига́х (перс. كيگاه‎) — село на севере Ирана, в остане Тегеран. Входит в состав шахрестана Тегеран. Является частью дехестана (сельского округа) Сулькан бахша Кан.

## География
Село находится в северо-западной части остана, в пределах горной системы Эльбурс, на расстоянии приблизительно 9 километров (по прямой) к северу от Тегерана. Абсолютная высота — 2027 метров над уровнем моря.

## Население
По данным переписи 2006 года население села составляло 333 человека (182 мужчины и 151 женщина). В Кигахе насчитывалось 81 домохозяйство. Уровень грамотности населения составлял 70,6 %. Уровень грамотности среди мужчин составлял 72,5 %, среди женщин — 68,2 %.
В 2016 году в селе имелось 86 домохозяйств и проживало 290 человек (152 мужчины и 138 женщин).